# Mecysmauchenius canan
Espèce
Mecysmauchenius canan est une espèce d'araignées aranéomorphes de la famille des Mecysmaucheniidae.

## Distribution
Cette espèce est endémique de la région des Lacs au Chili,. Elle se rencontre sur l'île de Chiloé.

## Étymologie
Son nom d'espèce lui a été donné en référence au lieu de sa découverte, Canan.

## Publication originale
- (en) Forster & Platnick, 1984 : A review of the archaeid spiders and their relatives, with notes on the limits of the superfamily Palpimanoidea (Arachnida, Araneae).  Bulletin of the American Museum of Natural History, no 178, p. 1-106 (texte intégral).